# Bad Bellingen
Bad Bellingen là một xã ở bang Baden-Württemberg của Đức. Đô thị này giáp với Pháp về phía tây. Bad Bellingen thuộc huyện Lörrach. Thành phố lớn hơn gần nhất là Müllheim với cự ly 10 km về phía bắc.
Bad Bellingen có suối nước nóng. Đô thị này kết nghĩa với Reigoldswil ở Thuỵ Sĩ.

## Địa điểm nổi bật
- Kurpark Bad Bellingen